# Tereza Vlčková
Tereza Vlčková (* 3. listopadu 1983, Třebíč) je česká fotografka a zároveň pedagožka na Institutu tvůrčí fotografie v Opavě, kde vyučuje módní fotografii. Patří do generace mladých českých fotografek z počátku 21. století spolu s dalšími autorkami jako například Barbora Krejčová, Dita Pepe, Kateřina Držková nebo Barbora Prášilová.

## Život a dílo
Pracuje s barevnou fotografií, své modely obléká a ladí do prostředí tak, aby vše zapadalo do atmosféry, kterou se snaží sama vytvořit.
| „                | Montáže nevyužívám v takové míře jak se zdá – snažím se mít vše připravené na místě – samozřejmě ne všechny mé nápady realita splňuje. Stejně jako je pro mě důležitá finální úprava v počítači, je pro mne nezbytné mít dobře nafocený snímek. | “ |
| — Tereza Vlčková | |   |

Ovlivňuje výslednou barevnost, odstraňuje zbytečné detaily či skládá výsledný obraz z několika záběrů. Intenzivní využívání fotomanipulace 

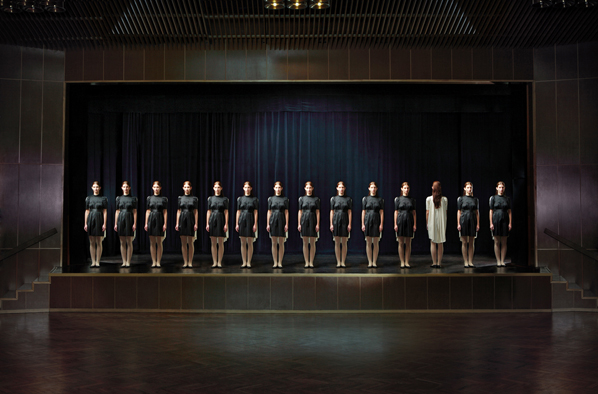
Tereza Vlčková: Mirrors Inside, 2008

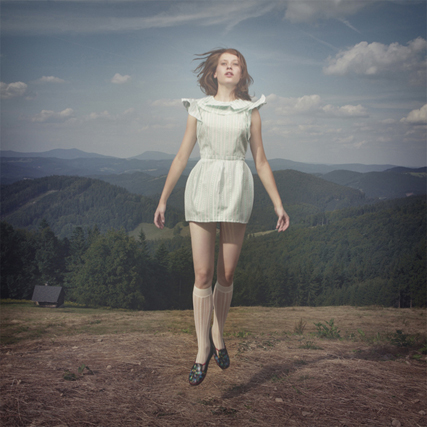
Tereza Vlčková: A Perfect Day Elise, 2007

však v jejím případě nevede k samoúčelným efektům, ale umocňuje působivost fotografií s nevšední poetikou, osobitým světem na rozhraní skutečnosti a snu.
Pracuje s proměnami identity podobně jako Kateřina Držková, Sylva Francová nebo Daniela Dostálková. Podobně jako řada fotografek v zahraničí se zabývala tématem dvojčat. Inspiruje se také módou. Zúčastnila se celé řady výstav, fotografických festivalů a soutěží v Čechách i v zahraničí. Například Prague Photo, Prague Biennale Photo, Měsíc fotografie v Bratislavě, Paris Photo, Lacoste Elysee Prize 2010.
Její práce stojí na hranicích volné tvorby a módní fotografie. Její styl je vágní, neurčitá je i časová zařaditelnost děl. Často se inspiruje uměleckými díly z různých období. Velký význam u ní má nadpozemská příroda bez civilizačních zásahů, s níž ženy a dívky před kamerou dokonale souzní. Příroda jako ideál krásy, čistoty, neposkvrněnosti i duchovní hloubky. Modelky připomínají panenky či figuríny z výkladních skříní, působí neurčitě a tajemně.

### Little Garden
V pohádkové atmosféře a sladkobolnosti idealizovaných mladých žen na lesních mýtinách a horských loukách můžeme najít vzory obrazů anglických prerafaelitů. Na druhou stranu ostré jasné barvy, akcent na vyumělkovanou líbivost a vědomá exploatace kýče mohou připomenout práce Pierra a Gillese.

### A Perfect Day, Elise
Snově levitující křehké dívky na vrcholcích beskydských kopců. Inspiruje se Alenkou spisovatele a piktorialistického fotografa Lewise Carrolla. Ve výskocích křehkých dívek, jimiž se snaží dostat z gravitace reálného světa a vznést se z přízemnosti do duchovních výšek, najdeme inspiraci symbolistickými díly z přelomu 19. a 20. století.

### Two
Ve své sérii Two (Dvojice) vytváří klony a konfrontuje je se skutečnými dvojčaty. Magickými portréty se snaží poukázat na jejich dokonalou podobu fyzické a duševní stránky, které vkládá na pozadí až hororově působící panenské přírody křivolakých větví a temných lesů. Podobným tématem se zabývaly autoři Loretta Lux (snímek Sasha a Ruby), Rineke Dijkstra (Chen a Efrat), Diane Arbusová (Identická dvojčata), Loretta Lux zachycující portrétované s uhrančivými pohledy přímo na diváka, August Sander, Dagmar Hochová, Mary Ellen Mark, Wendy McMurdo nebo Chantal Michel.

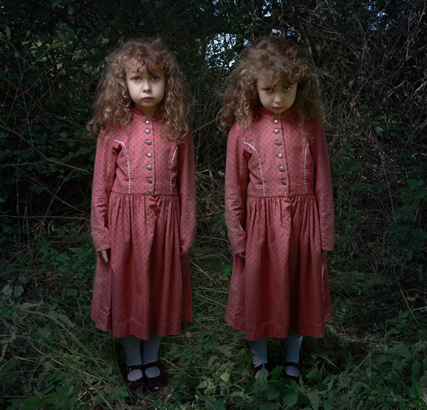
Tereza Vlčková: Two, 2007

Najdeme paralely s díly starých italských a španělských mistrů, i s filmy Stanleyho Kubricka Osvícení nebo Tima Burtona Ospalá díra. Na snímcích nelze jednoduše rozeznat, kdy se jedná o skutečná dvojčata a kdy o klony. Autorka se snaží prozkoumávat identitu maximálně fyziologicky blízkých lidí, jejichž vnější podobnost zdůrazňuje stejným oblečením i stejnými účesy. V jemných kontrastech a podobách výrazů jejich tváří s překvapivě dospělými výrazy přitom akcentuje otázky, zda stejně blízký je i jejich psychický svět a jejich charakter či jaké jsou jejich vzájemné vztahy nebo kolik tváří se v každém z nás skrývá.
S cyklem se prosadila také na fotografickém festivalu v Arles 2008.

### Mirrors Inside
Do prostředí starého venkovského divadla klonuje mladou hrdinku oblečenou v černých nebo bílých šatech, které inverzně střídá. Kóduje tím skutečnost, sen či odraz v zrcadle. Jde jí o vnitřní odraz osobnosti, černou stránku lidského podvědomí a jeho spletitosti.